# 粗糙仿刺鎧蝦
粗糙仿刺鎧蝦（学名：Munidopsis bruta）为鎧甲蝦科仿刺鎧蝦屬下的一个种。